# Nové Zámky
Nové Zámky é uma cidade da Eslováquia, situada no distrito de Nové Zámky, na região de Nitra. Tem 72,57 km² de área e sua população em 2018 foi estimada em 37.512 habitantes.

## Demografia
| Ano:        | 1994   | 2004   | 2014   | 2024   |
| ----------- | ------ | ------ | ------ | ------ |
| Broj ljudi: | 43 448 | 41 469 | 38 941 | 36 002 |
| Razlika:    |        | -4,55% | -6,09% | -7,54% |

| Ano:               | 2023   | 2024   |
| ------------------ | ------ | ------ |
| Número de pessoas: | 36 410 | 36 002 |
| Diferença:         |        | -1,12% |